# OSTER project
OSTER project 是日本的音樂團體，音樂製作人OSTER（1986年11月24日－）的個人企劃樂團。女性。別名義「OSTER "BIG BAND" project」。

## 概要
自小學二年級至高中時代學習了十年的鋼琴，
中學時代學習用電腦軟體製作音樂、中學二年級開始作曲，
2003年起始在 muzie 網站發表純演奏樂曲（目前已關閉使用者頁面）。
2007年9月，在NICONICO動畫網站投稿了使用VOCALOID初音未來所製作的「（戀愛VOC@LOID）」，一夕廣受歡迎，至今點閱率已超過百萬。描寫初音未來與創作者之間的戀愛歌曲，賦予初音未來的角色形象並帶起VOCALOID原創曲風潮，對當時的VOCALOID音樂圈帶來極大的影響，成為初音未來流行文化的推手。
在NICONICO網站投稿時使用「（軟綿綿大耳狗）」的名義發表作品，也常使用大耳狗在作品動畫中。另一個網路聽眾所取的別名來自模擬VOCALOID主持電台的影片「（戀愛廣播）」之中，初音未來詢問 OSTER 的性別、得到回答是「（扶他那裡）」，也曾經使用過簡寫「FTNR-P」名義創作歌詞。

### 特徵
OSTER project 的樂曲特徵，包括強調女孩子視點撰寫的歌詞、配以可愛的J-pop風格。帶有哀愁感的叙事曲風和爵士系的歌曲也十分受到歡迎。使用VOCALOID製作歌曲時會尊重每一個VOCALOID的角色設定。
VOCALOID的調整技術相當受到好評，曾受邀撰寫VOCALOID的調整教學。
不限於歌唱，OSTER project 也使用VOCALOID模仿人類說話，在個人專輯中收錄有VOCALOID的對談橋段。
OSTER project 另一個作品特徵，便是使用朋友所繪製的圖像製作音樂影片，兩人經由OSTER project投稿的VOCALOID作品而認識。
VOCALOID樂曲以外，也參與 beatmania 等音樂遊戲製作，也擔任偶像團體的音樂製作人，與歌手合作提供樂曲。

### 經歷
2007年，發表自主製作的純音樂專輯。
2008年末，正式出道，發表第一張VOCALOID商業專輯，獲得 Oricon 當日排行榜第８名。2009年初，再版純音樂專輯。
2009年，參與遊戲「初音未來 -Project DIVA-」，以及初音未來二週年紀念合輯提供VOCALOID樂曲。年末與香港歌手合作單曲。
2010年，參與日本現場演唱會「 39's Giving Day」提供樂曲並擔任演奏，持續參與遊戲「初音未来 -歌姬计划- 2nd」提供VOCALOID樂曲。同年末，發行第二張VOCALOID商業專輯《Cinnamon Philosophy》。
2011年，參與網路音樂家為主體的音樂公司「BALLOOM」，
以別名義 OSTER "BIG BAND" project 發表專輯《GOSSIP CATS》
，此張專輯邀請實際的管弦樂團現場演奏錄音，並與歌手合作。
同年，提供樂曲給美國現場演唱會「MIKUNOPOLIS in LOS ANGELES 」、參與日本現場演唱會提供VOCALOID樂曲並擔任演奏。與音樂家 minato 、doriko 一同合作，發表遊戲「初音未来 -歌姬计划- 2nd」的相關單曲。
2012年，發行首張VOCALOID精選輯。
持續參與遊戲「初音未来 -歌姬计划- f」，以及現場演唱會提供VOCALOID樂曲。參與遊戲「beatmania IIDX 20 Tricoro」提供樂曲。
同年，與法國歌手 Clementine 合作樂曲「魔法使いのショコラティエ -Le Chocolatier Enchanté-」擔任日本新宿伊勢丹百貨公司的巧克力祭典『Salon du chocolat』主題曲。擔綱女子偶像團體「Sweety」的音樂製作人，兩張單曲《back into my world》《UNLUCKY GIRL!!》皆為電視動畫《戰國Collection》的主題片頭曲與片尾曲。年末，擔綱三麗鷗大耳狗角色歌曲輯《Cinnamon Trip!!》全張專輯製作。
2013年，參與遊戲「初音未来 -歌姬计划- f」以及「Megpoid the Music♯」提供VOCALOID樂曲。參與遊戲「beatmania IIDX 21 SPADA」提供樂曲。和音樂家 sasakure.UK 共同合作、參與全家便利商店與初音未來企劃單曲《COMING DAYS》。

## 歷來作品

### 商業專輯
| 序列 | 發售日期       | 標題 | 最高排名 | 規格 | 備註                              |
| ---- | -------------- | ---- | -------- | ---- | --------------------------------- |
| 1st  | 2008年12月3日  |      | 21位     | CD   | VOCALOID專輯                      |
| －   | 2009年3月4日   |      | －       | CD   | 純音樂專輯                        |
| 2nd  | 2010年10月27日 |      | 32位     | CD   | VOCALOID專輯                      |
| －   | 2011年10月19日 |      | 127位    | CD   | OSTER "BIG BAND" project 名義發表 |
| Best | 2012年1月18日  |      | 24位     | CD   | VOCALOID專輯                      |

### 商業單曲
| 序列 | 發售日期       | 標題 | 最高排名 | 規格 | 備註                 |
| ---- | -------------- | ---- | -------- | ---- | -------------------- |
| －   | 2009年11月11日 |      | 94位     | CD   | 與歌手ほんこーん合作 |

### 合作作品
| 發售日期     | 標題 | 最高排名 | 規格 | 備註                                  |
| ------------ | ---- | -------- | ---- | ------------------------------------- |
| 2011年3月9日 |      | 22位     | CD   | minato×doriko×OSTER project，擔綱編曲 |
| 2013年9月3日 |      | －       | CD   | 三麗鷗卡通人物大耳狗角色歌曲輯        |
| 2013年9月3日 |      | －       | CD   | sasakure.UK×OSTER project             |

### 同人專輯
| 發售日期      | 標題 | 規格 | 備註         |
| ------------- | ---- | ---- | ------------ |
| 2007年11月4日 |      | CD   | 純音樂專輯   |
| 2012年8月11日 |      | CD   | VOCALOID專輯 |

## 外部連結
- OSTER's originalのまとめサイト（页面存档备份，存于）
- LOVE AND POOOOORK!!（页面存档备份，存于） - Blog
- ふらちなふわしな的X（前Twitter）